# Reacció de cicloaddició de Bradsher
La cicloaddició de Bradsher , en química, és una forma de la reacció de Diels-Alder que implica l'addició [4+2] d'un dienòfil amb azadiens aromàtics catiònics xom és l'acridizini o isoquinolini.
La cicloaddició de Bradsher va ser donada a conèixer per C. K. Bradsher i T. W. G. Solomons en la revista Journal of the American Chemical Society de la Societat Química Americana el 1958.